# Senachtenre
Senachtenre (Senacht-en-Re) war der Thronname eines altägyptischen Königs (Pharaos) der 17. Dynastie (Zweite Zwischenzeit), welcher nach Detlef Franke um 1560 v. Chr. regierte. Sein Eigenname war Ahmose, sein Horusname Merymaat.

## Belege
Der Herrscher ist bisher nur von einem einzigen zeitgenössischen Denkmal bekannt. Es handelt sich um zwei Fragmente eines Türpfostens und Türsturzes, die im Jahr 2012 in der Nähe des Ptah-Tempels von Karnak freigelegt wurden. Beide Elemente aus „schönem weißen Kalkstein aus Tura“ waren Teil einer monumentalen Speicherpforte, die Senachtenre laut Inschrift „seinem Vater Amun-Re“ gestiftet hatte. Dort sind auch sein Eigenname Ahmose und der Horusname Merymaat erhalten.
Vor dieser Entdeckung wurde der König oftmals als Senachtenre Taa I. bezeichnet. Der falsche Geburtsname Taa geht auf den Papyrus Abbott zurück, wo er verschrieben ist. Dies war schon die Auffassung von Claude Vandersleyen, der 1983 dafür plädierte, den Namen Taa für diesen König zu streichen.
Neben der Nennung in der sogenannten Ahnenkammer des Ach-menu Thutmosis’ III. in Karnak ist Senachtenre nur aus dem Papyrus Abbott sowie einer Aufzeichnung im Grab des Chabechnet in Deir el-Medina und der Opfertafel eines Qen bekannt.
Seine Gemahlin könnte Tetischeri gewesen sein, deren Mumienbinden die Brüder Abd el-Rassul um 1870 in der Cachette von Deir el-Bahari zusammen mit königlichen Mumien vor allem aus der 17., 18. und 19. Dynastie fanden. Unter Scheschonq I. aus der 22. Dynastie hatten Priester die Mumien dort zum Schutz vor Grabräubern versteckt und möglicherweise die Gräber leer geräumt.

## Regentschaft
Trotz der raren Belege gilt er als „Zeitgenosse des Apophis“ und als „lokaler Fürst der den Oberbefehlen des Hyksosherrschers Apophis unterstand“. Die politische Lage zwischen den Hyksos und den Thebanern schien zu seiner Zeit noch weitgehend stabil gewesen zu sein.

## Nach dem Tod
Tetischeri war die erste einer ganzen Anzahl bedeutender thebanischer Königinnen. Auch nach dem Tode Senachtenres spielte sie vermutlich als „Königsmutter“ und „Große Königliche Gemahlin“ des verstorbenen Königs weiterhin eine wichtige Rolle am Königshof. Möglicherweise war sie sogar die treibende Kraft im Kampf gegen die Hyksos unter Seqenenre Taa, Kamose und ihrem Enkel Ahmose. Letzterer ließ ihr eine Pyramide und einen Tempel in der Nekropole von Abydos errichten, „in der Nachbarschaft der Denkmäler meiner Majestät, [...] weil er sie über alles liebte“. Demnach hat sie wohl noch zu Beginn der 18. Dynastie gelebt.